# 이타도리촌
이타도리촌(일본어: 板取村)은 일본 기후현 무기군에 설치되었던 촌이다. 2005년 2월 7일에 무기군의 주변 4정촌과 함께 세키시에 편입되었다.

## 역사
- 1889년 7월 1일 - 정촌제 시행으로 이타도리촌이 성립하였다.
- 2005년 2월 7일 - 무게가와 정·호라도 촌·무기 정·가미노호 촌을 세키시에 편입하였다.

## 행정
- 촌장 : 나가야 카츠시 (長屋勝司) (1993년 10월 22일 - 2005년 2월 7일)

## 교통

### 도로
- 국도 256호선

## 참고 문헌
- 角川日本地名大辞典編纂委員会,『角川日本地名大辞典 21 岐阜県』1980, 角川書店